# 子連れ狼 親の心子の心
『子連れ狼 親の心子の心』（こづれおおかみ おやのこころこのこころ）は、1972年12月に公開された日本映画。勝プロダクション製作・若山富三郎主演の映画版『子連れ狼』の第4作。

## あらすじ
刺客・子連れ狼と呼ばれる元公儀介錯人・拝一刀は胸に金太郎、背中に山姥の刺青をしたある女・雪を斬るよう尾張藩から依頼を受ける。そんな中、一刀は因縁浅からぬ柳生烈堂の三男・柳生軍兵衛と立ち合いその片腕を斬り落とす。
雪の消息を探るうち、一刀は大道芸人たちの全国集団、「乞胸（こうむね）」身分の出身である雪の哀しい過去を知る。小太刀の腕を買われ、尾張藩主徳川義直に女の護衛である「別式女」に取りたてられた雪は、妖術を操る武芸者狐塚円記との立会いに負けて強姦された。雪はその雪辱を果たすべく脱藩し、追手を斬ってその髷を藩に送りつけて挑発し、円記との勝負を望んでいたのであった。一刀の眼前で雪と円記の勝負が始まる。雪は胸の刺青に注意を逸らさせて円記の術を破り、ついにこれを倒した。一刀はその悲願成就を見届けてから雪を斬った。
雪の最期をその父・仁太夫に伝えるため、雪の遺骨を持って乞胸集落に向かった一刀。仁太夫は一刀の真心にうたれ、歓待しようとするが、そこへ尾張藩の追手が現れ、仁太夫を斬捨てた。すべては裏柳生・烈堂の策謀であり、列堂は義直をそそのかして、登城した一刀を斬らせようとする。しかし一刀は義直を人質にとって、岩山へと逃げた。そこへ激しい砲撃と共に襲い来る裏柳生軍団。怒涛のごとき裏柳生の攻めに、ついに身体に刃を受ける一刀。はたして無事斬り抜けることができるだろうか・・・？

## スタッフ
- 製作：若山富三郎、松原久晴
- 原作：小池一雄、小島剛夕
- 脚本：小池一雄
- 監督：斉藤武市
- 撮影：宮川一夫
- 音楽：桜井英顕
- 美術：下石坂成典
- 録音：林土太郎
- 照明：中岡源権
- 編集：谷口登司夫

## 出演者
- 拝一刀：若山富三郎
- 柳生軍兵衛：林与一
- お雪：東三千
- 拝大五郎：富川晶宏
- 徳川義直：小池朝雄
- 柏木十右衛門：田中浩
- 柳生烈堂：遠藤辰雄
- 宇之吉：内田朝雄
- 狐塚円記：岸田森
- 仁太夫の側近：関山耕司
- 守田学哉
- 長谷川弘
- 原田力
- 乞胸衆：小田部通麿
- 原聖四郎
- 寺島雄作
- 堀北幸夫
- 沖時男
- 秋山勝俊
- 伊吹新吾
- 江梨こあら
- 島田正六
- 馬場勝義
- 城義光
- 若山ゆかり
- 宮川竜二
- 滝譲二
- 松田利夫
- 藤本秀夫
- 土橋勇
- 世羅豊
- 乞胸仁太夫：山村聡（特別出演）
- ナレーター：小林昭二